# Singapore Premier League
Singapore Premier League (conhecida em português como Liga de Singapura) é um campeonato de futebol, realizado anualmente em Singapura. Criado na década de 90, é a única competição regular disputada pelos clubes locais.

## História
Singapura tem a representação no futebol desde a década de 20 com os Singapura Lions, na liga Malaia. A Football Association of Singapore pensou em criar uma liga profissional a micronação no ano de 1994, porém, disputada politicas com os Singapura Lions, a levaram a realizar primeiramente uma liga semiprofissional.
Em 1996, a liga foi iniciada com clubes do exército (Singapore Armed Forces), da policia (Home United FC) e entre outros setores contribuíram para uma liga inicial de oito clubes semiprofissionais.

## Artilheiros
| 2014 | Rodrigo Tosi | Brunei DPMM | 24 |